# Gripe (Split)
Gripe – dzielnica Splitu, drugiego co do wielkości miasta Chorwacji. Zlokalizowana jest w pobliżu centralnej części miasta, ma 6 739 mieszkańców i 0,32 km² powierzchni.
Znajduje się tu hala sportowa Arena Gripe.
Obszar dzielnicy Gripe ograniczają:
- od północy – ulica Vukovarska,
- od wschodu – ulica Dubrovačka,
- od południa – ulice Poljička Cesta Kralja Zvonimira,
- od zachodu – ulica Slobode.

Dzielnice sąsiadujące z Gripe:
- od północy – Bol,
- od wschodu – Lokve i Blatine-Škrape,
- od południa – Bačvice,
- od zachodu – Lučac-Manuš.